# Kewaskum (condado de Washington, Wisconsin)
Kewaskum es un pueblo ubicado en el condado de Washington en el estado estadounidense de Wisconsin. En el Censo de 2010 tenía una población de 1053 habitantes y una densidad poblacional de 18,51 personas por km².

## Geografía
Kewaskum se encuentra ubicado en las coordenadas 43°30′47″N 88°13′9″O / 43.51306, -88.21917. Según la Oficina del Censo de los Estados Unidos, Kewaskum tiene una superficie total de 56.88 km², de la cual 56.85 km² corresponden a tierra firme y (0.05%) 0.03 km² es agua.

## Demografía
Según el censo de 2010, había 1053 personas residiendo en Kewaskum. La densidad de población era de 18,51 hab./km². De los 1053 habitantes, Kewaskum estaba compuesto por el 98.29% blancos, el 0.09% eran afroamericanos, el 0.28% eran amerindios, el 0.85% eran asiáticos, el 0% eran isleños del Pacífico, el 0% eran de otras razas y el 0.47% pertenecían a dos o más razas. Del total de la población el 0% eran hispanos o latinos de cualquier raza.